# I'm On Fire
"I'm On Fire" je pjesma Brucea Springsteena objavljena kao četvrti singl s njegova albuma Born in the U.S.A. iz 1984.

## Povijest
"I'm On Fire" je snimljena u veljači 1982. tijekom prvog vala snimanja albuma Born in the U.S.A. Nastala je kao improvizacija kad je Springsteen počeo izmišljati sporu melodiju na gitari za neke stihove koje je imao, a bubnjar Max Weinberg i klavijaturist Roy Bittan su ga, čuvši je po prvi put, pratili na licu mjesta. Rezultat je bio mračna pjesma koja spaja meki rockabilly beat, stihove sagrađene oko seksualne tenzije i sintesajzer u efektnu cjelinu; bio je to jedan od prvih primjera korištenja sintesajzera u Springsteenovoj glazbi.
Pjesma se početkom 1985. popela na 6. mjesto Billboardove ljestvice singlova Hot 100. Bio je to četvrti od rekordnih sedam top 10 singlova objavljenih s albuma Born in the U.S.A. Osim toga, singl je u kolovozu 1985. osvojio vrh nizozemske ljestvice singlova i zadržao se na tom mjestu tri tjedna, u isto vrijeme kad su druga dva Springsteenova singla ("Dancing in the Dark" i "Born in the U.S.A.") zauzimali top 12.
Za razliku od prva tri singla s albuma, za "I'm On Fire" nije sniman remiks.

## Pozicije na ljestvicama
| Država                     | Pozicija |
| -------------------------- | -------- |
| Australija                 | 12       |
| Nizozemska                 | 1        |
| Ujedinjeno Kraljevstvo     | 5        |
| Sjedinjene Američke Države | 6        |

## Glazbeni videospot
Videopsot za pjesmu snimljen je u ožujku 1985. u Los Angelesu, a režirao ga je redatelj John Sayles. Za razliku od prethodnih spotova s albuma, ovaj nije uključivao koncertne snimke nego prikazivao dramatične zaplete koji su aludirali na neke od emocija u pjesmi. Springsteen u njemu glumi automehaničara iz radničke klase kojem privlačna, udana ženska mušterija dovozi svoj Ford Thunderbird na standardni servis, uvijek tražeći da baš on radi na njemu. Ona mu daje ključeve, ali ne samo one od auta. Kasnije te noći, on odvozi auto do njezinog imanja u brdima iznad grada. Kad je pomislio pozvoniti, razmisli, nasmije se i ostavlja joj ključeve u poštanski pretinac pokraj vrata i odlazi pješke prema svjetlima u podnožju.
Video se počeo prikazivati sredinom travnja, a kasnije iste godine je osvojio MTV-jevu video nagradu za najbolji spot.

## Popis pjesama
1. I'm on Fire - 2:36
2. Johnny Bye Bye (Springsteen, Chuck Berry) - 1:50

B-strana singla, "Johnny Bye Bye", bila je adaptatacija pjesme Chucka Berryja koja se fokusirala na smrt Elvisa Presleyja. Springsteen ju je počeo izvoditi 1981. pri kraju The River Toura. Zatim je snimljena početkom 1983. tijekom druge faze snimanja albuma Born in the U.S.A., ali nikad nije razmatrana za uvrštavanje na album.

## Povijest koncertnih izvedbi
"I'm On Fire" je početkom Born in the U.S.A. Toura izvođena sporadično, ali nekoliko mjeseci kasnije, smjestila se u sredinu drugog seta. Obično je imala dugi glazbeni uvod, tijekom čega je Springsteen govorio o tome kako nije mogao spavati kad je bio mlad te kad su mu se roditelji svađali, a kuća bila hladna.
U nekim slučajevima su crvena svjetla s pozornice bila usmjeravana na Springsteenovo lice kako bi se dodatno naglasila pjesma. Na turneji Tunnel of Love Express, pjesma je još bila standardna pojava. Na Human Rights Now! Touru, Springsteen je poticao pjevanje publike tijekom refrena i instrumentalnog dijela. Nakon nekih pojavljivanja na "Other Band" Touru, pjesma je otišla u dugu mirovinu, sve do ponovnog pojavljivanja na samostalnom Devils & Dust Touru 2005., kad ju je izvodio na bendžu s crvenom svjetlosnom pozadinom. S E Street Bandom, pjesma je nakon Tunnel of Love Express izvođena samo u četiri prilike na Reunion Touru (17. lipnja 1999. u Bremenu), jednom na The Rising Touru (18. travnja 2003. u Ottawi) i dvaput na Magic Touru (31. svibnja 2008. na Emirates Stadiumu u Londonu i 18. lipnja 2008. u Amsterdamu).

## Interpetacije
Novinar Stan Ripley iz časopisa Guitar World izjavio je kako bi se pjesma mogla interpretirati kao pedofilska balada: "Referiranje na ženu kao 'little girl', pitanje da li je 'tatica kući' i 'lošu želju' upućuju na čovjeka izmučenog svojim snovim koji se budi u znoju, znajući da je ono što želi pogrešno."

## Obrade
- Johnny Cash je 2000. snimio obradu pjesme za počasni album Badlands: A Tribute to Bruce Springsteen's Nebraska.
- Novozelandski sastav HLAH (Head Like A Hole) snimio je obradu koja je uvrštena njihovu kompilaciju Blood On the Honky Tonk Floor iz 2000.
- Harry Manx je obradio pjesmu za svoj album In God We Trust iz 2007.
- Sastav Chromatics obradio je pjesmu 2007. koja se pojavljuje na B-strani njihova singla "In the City"[3] iz 2007. Audio primjerak može se čuti na njihovoj službenoj MySpace stranici.[4]
- Pjevačica i tekstopisac Swati snimila je pjesmu za svoj album Small Gods iz 2007.[5]
- Brooklynski pop-folk kvartet The Snow snimio je obradu koja je dostupna za download na internetu.[6]
- Sastav Kate Tucker & The Sons of Sweden je obradio pjesmu za svoju kompilaciju Sweetheart iz 2009.

## Vanjske poveznice
- Stihovi "I'm On Fire"  Arhivirana inačica izvorne stranice od 9. ožujka 2009. (Wayback Machine) na službenoj stranici Brucea Springsteena